# Gilbert Thomas Carter
Gilbert Thomas Carter (14 janvier 1848 - 18 janvier 1927) est un officier d'administration dans la Royal Navy et un fonctionnaire colonial de l'Empire britannique. D'abord collecteur des douanes pour la Côte de l'Or, il est ensuite trésorier de la Côte de l'Or et de la Gambie. Passant à l'administration coloniale, il débute en tant qu'administrateur pour la Gambie, où il s'occupe de la répression du roi indigène de Gambie, suite ses attaques des intérêts britanniques. Son poste suivant est celui de gouverneur de la colonie de Lagos où il négocie des traités avec les chefs locaux, qui protégeaient les missionnaires chrétiens et mettaient fin aux sacrifices humains. Il a ensuite été gouverneur des Bahamas, de la Barbade, puis de Trinité-et-Tobago.

## Jeunesse et début de carrière navale
Gilbert Thomas Carter est né le 14 janvier 1848 à Topsham, en Angleterre. Il est le fils unique du commandant Thomas Gilbert Carter. Il fait ses études à la Royal Hospital School de Greenwich. Carter s'enrôle dans la Royal Navy, en 1864, où il occupe le poste de commis adjoint du HMS Frederick William, transféré en 1866 sur le HMS Malacca (en). Entre 1867 et 1869, il sert à bord de divers navires en tant que commis, jusqu'au 1er décembre 1869, alors qu'il sert à bord du HMS Pembroke (en), date à laquelle il est promu trésorier adjoint et ajouté à la liste de la Navy (en).
Après avoir été affecté au HMS Royal Adelaide (en) pendant les neuf premiers mois de 1870, Carter est affecté définitivement au vapeur colonial Sherbro, à partir d'août 1870. Pendant temps de service sur le Sherbro, il participe à la troisième guerre anglo-ashanto sur la Côte de l'Or. Quand Elmina a été vendue aux Britanniques par le gouvernement néerlandais, il était commissaire, chargé d'évaluer les magasins et les munitions laissés par les Néerlandais. Il épouse Susan Laura Hocker, fille du lieutenant-colonel Edward Hocker, en 1874 (ayant plus tard 3 fils et 2 filles - son deuxième fils Humphrey 1884-1969 fut le premier directeur du jardin botanique de l'Université de Cambridge). Lady Carter est décédée en 1895,,. Il a pris sa retraite de la Marine le 21 juillet 1875.

## Carrière administrative
Carter est devenu le secrétaire privé de Sir George Berkeley (administrateur colonial) (en), gouverneur des îles sous le vent, en 1875. En août 1879, il est nommé receveur des douanes et trésorier de la Côte de l'Or, poste qu'il conserve jusqu'en 1882,. De 1882 à décembre 1888, Carter administre le règlement sur la Gambie en tant que trésorier et maître de poste. À partir de 1886, il est administrateur par intérim de la colonie de Gambie et, le 1er décembre 1888, il est nommé administrateur colonial de la Gambie lors de la séparation de cette colonie de la Sierra Leone,. Alors qu'il travaille en Gambie, il est nommé Compagnon de l'Ordre de Saint-Michel et Saint-Georges (CMG) le 1er janvier 1890.
En 1891, le roi natif de Gambie avait organisé des actes abusifs envers les colons britanniques. Carter, de sa résidence officielle à Bathurst (depuis 1973 Banjul), a envoyé un envoyé avec un message indiquant que si les abus continuaient, « il pourrait s'attendre à une visite de nature disciplinaire de la part des forces maritimes de la reine d'Angleterre » [sic]. Le roi renvoya l'envoyé mutilé, avec un message : "C'est la réponse du roi." En réponse, Carter envoya trois canonnières britanniques pour venger la mutilation de l'envoyé.

## Lagos (Nigeria)

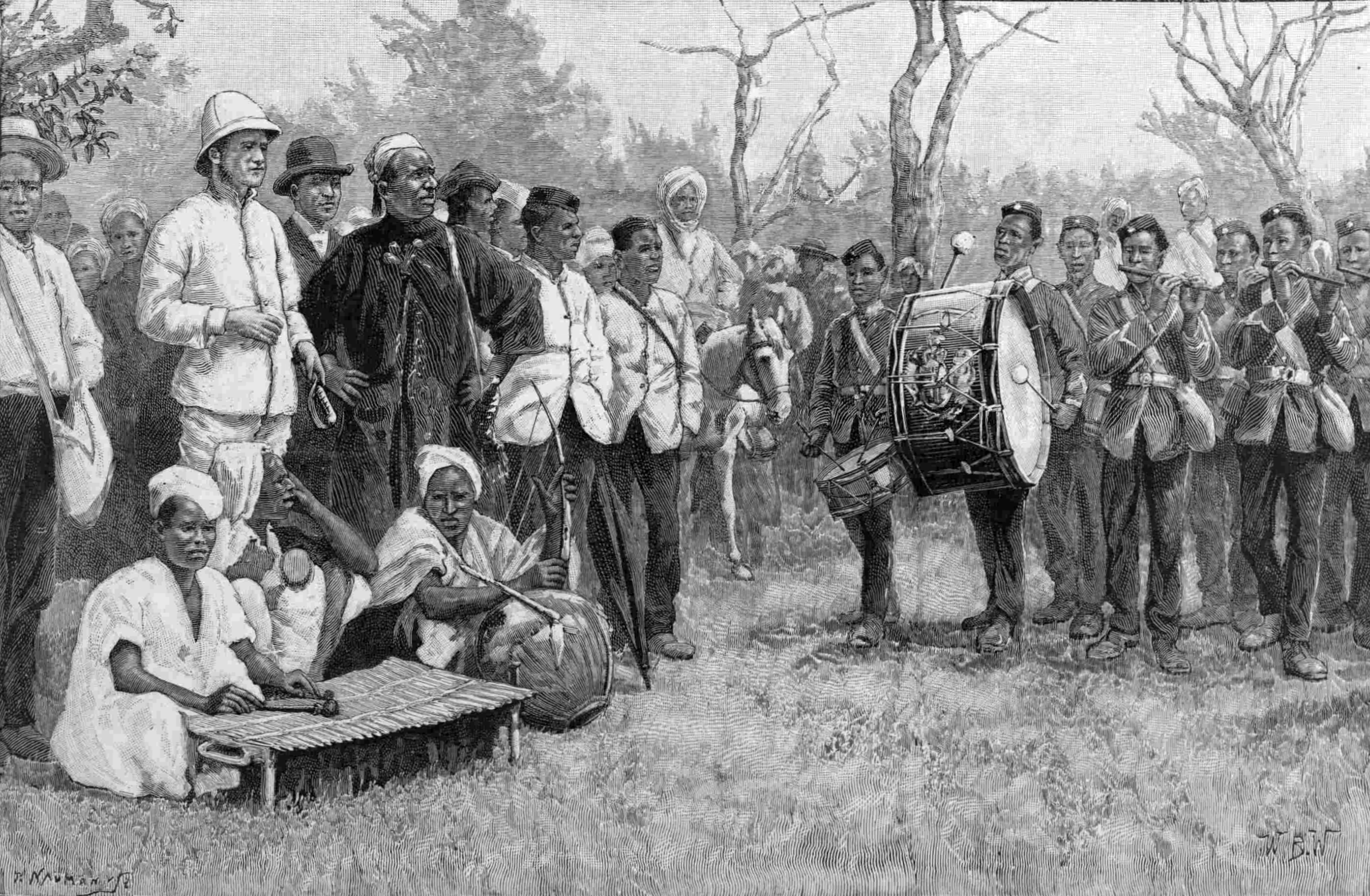
Illustration de Gilbert Carter rencontrant Musa Molloh, Prince de Fehrdoo, in 1889.

Fort de son expérience en Gambie, Carter est nommé gouverneur et commandant en chef de la colonie de Lagos (voir Histoire de Lagos (en)) le 3 février 1891. Carter a ordonné une attaque contre les Ijebu (royaume) "dans l'intérêt de la civilisation" en 1892. Par la suite, il a continué à justifier cette attaque comme une guerre pour mettre fin à l'esclavage et promouvoir la civilisation.
Carter s'est rendu dans diverses parties du territoire des Yoruba, accompagné de soldats, dans le but de démontrer la puissance des Britanniques. Carter n'a pas été bien accueilli à Oyo, et les chefs Egba (peuple) (en) lui ont conseillé de ne pas interférer avec l'esclavage, tandis que les chefs d'Ibadan ont dit qu'ils avaient peur que leurs esclaves "affirment leur liberté en courant vers le résident" - et ils ont refusé de signer un traité avec Carter qui imposerait un Résident à la ville.
En janvier 1893, les chefs Egba signent un traité d'indépendance avec le gouvernement britannique. Par ce traité, il est convenu que la liberté de commerce entre la nation Egba et Lagos est garantie par le gouvernement britannique. En échange de ce accord, aucune route ne serait fermée sans l'approbation du gouverneur. Ils conviennent aussi qu'une protection complète et que "toute assistance et encouragement" seraient accordés à tous les ministres chrétiens. La Couronne a convenu qu'« aucune annexion sur aucune partie de la nation Egba ne sera faite par le gouvernement de Sa Majesté sans le consentement des autorités légitimes de la nation, aucune action agressive ne sera prise contre ladite nation et son indépendance sera pleinement reconnue ». Les chefs Egba ont en outre promis d'abolir les sacrifices humains.
Carter est promu Chevalier Commandeur de l'Ordre de Saint-Michel et Saint-Georges (KCMG) le 3 juin 1893, « en reconnaissance de ses services dans la conduite d'une mission dans le pays Yoruba qui a abouti à la négociation d'importants traités et amené à mettre fin à une guerre de longue date. »
Arrivée depuis peu à Lagos et alors qu'elle y exerçait, Lady Carter, sa première épouse, décède le 13 janvier 1895.
Carter a reçu des œuvres d'art d'Ife en 1896 par le roi d'Ife récemment couronné, Adelekan, dans l'espoir qu'une décision en sa faveur serait prise concernant la réinstallation des habitants de Modakeke (en) en dehors de la ville. Ces œuvres (dont trois connues sous le nom de marbres d'Ife) ont été envoyées par Carter en Europe.

## Retraite et décès

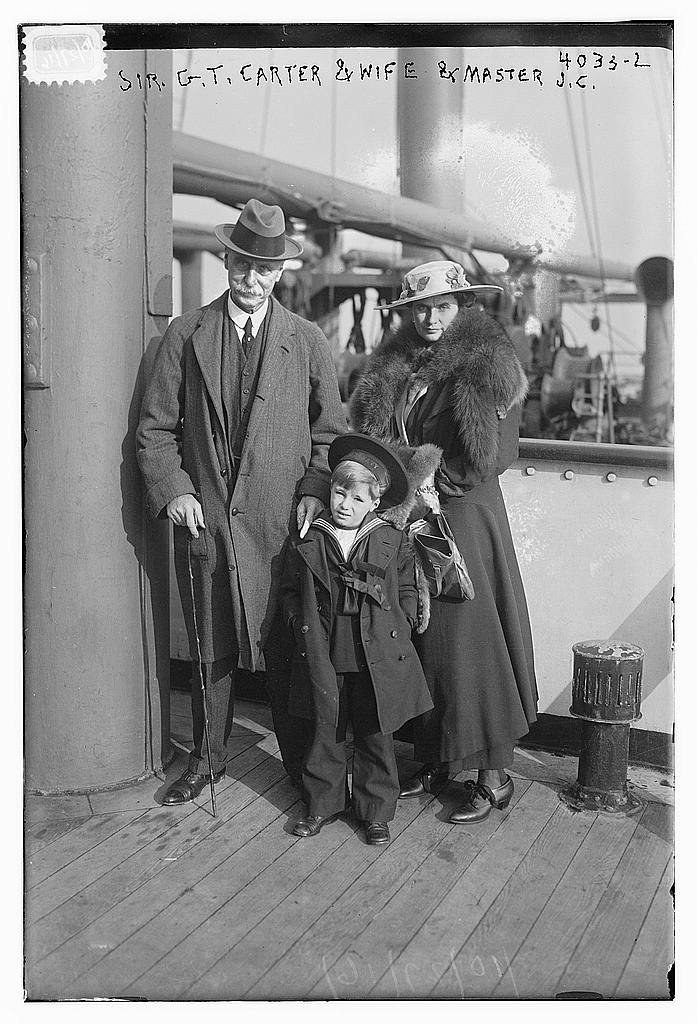
Gilbert Thomas et sa seconde épouse Gertrude Codman Parker

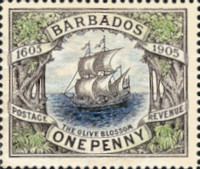
Le timbre de la Barbade "Olive Blossom" dessiné par la seconde épouse de Carter

Carter est ensuite allé rejoindre son nouveau poste aux Bahamas en tant que gouverneur et commandant en chef en 1898. Il est temporairement affecté à Trinidad, en juillet 1904, avant de passer à la Barbade comme gouverneur et commandant en chef.
Carter rencontre une artiste américaine (voir timbre) de Boston, Gertrude Codman Parker (6 février 1875 - 12 novembre 1953, Boston,), au printemps 1903 alors qu'elle voyage aux Bahamas avec ses parents, Francis Vose Parker et sa femme. Elle est devenue sa deuxième épouse le 25 août 1903, lorsqu'ils se sont mariés à l'église de l'Avent à Boston et ont eu un fils, John Codman Carter,.
Carter a continué à occuper des postes coloniaux de haut niveau - étant nommé gouverneur et commandant en chef de l'île de la Barbade et de ses dépendances en 1904, et administrateur du gouvernement de la colonie de Trinité-et-Tobago et de ses dépendances en l'absence du gouverneur de 1907 à 1910, après quoi il a pris sa retraite.
En 1919, il a changé son nom de famille en Gilbert-Carter. Au début des années 1920, il est retourné à la Barbade et a vécu à Ilaro Court (en), qui avait été conçu et construit par Lady Gilbert Carter. Il y mourut le 18 janvier 1927. Lorsque son testament a été homologué le 22 mars de cette année-là, la valeur totale de ses effets était de 6859 £ 9s 11d.

## Héritages
- Le pont Carter qui a été le premier pont reliant l'île de Lagos à l'Iddo Island et au continent a été nommé en son honneur[25],[26].